# اعرض وتحدث

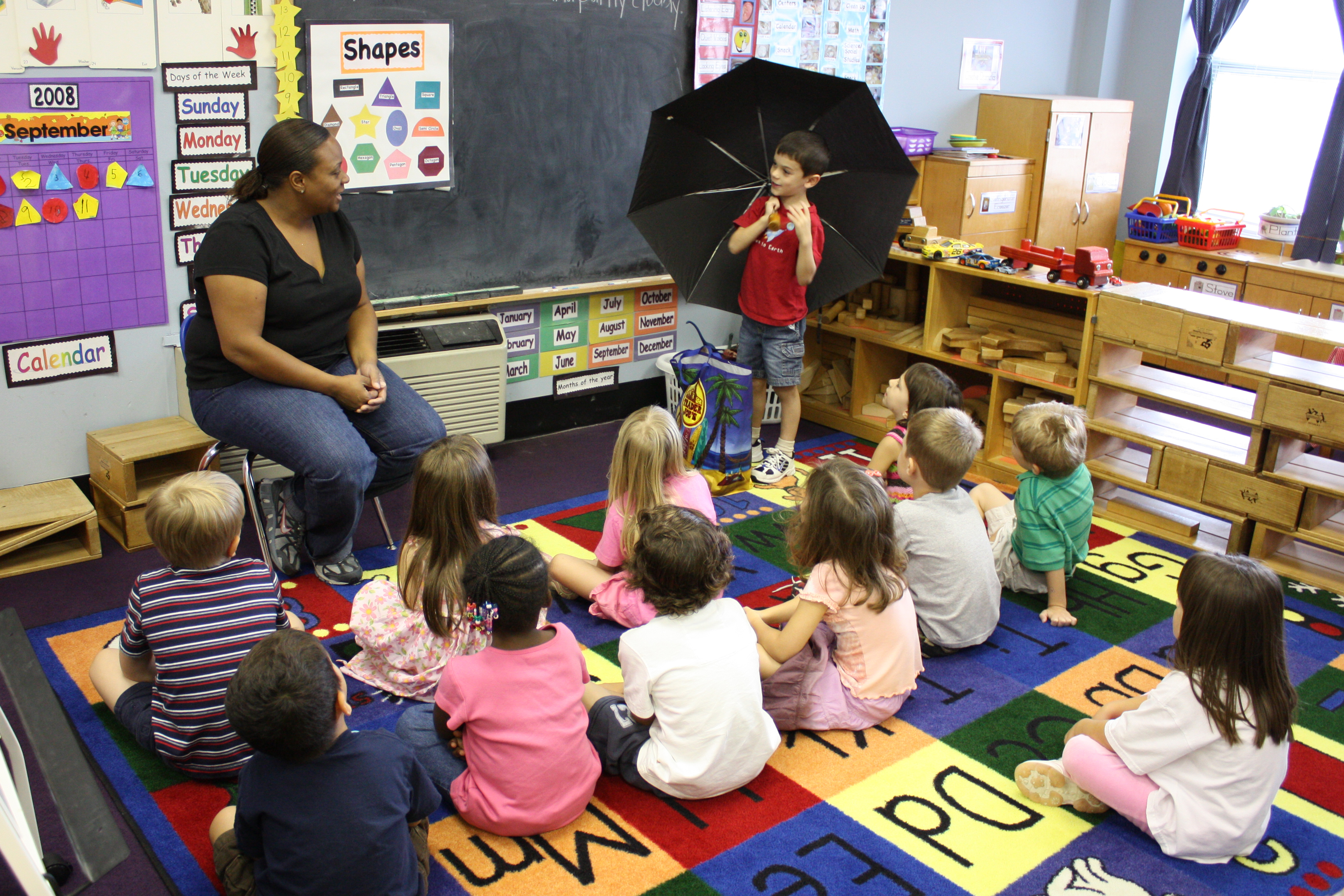

اعرض وتحدث (بالإنجليزية: Show and tell)‏ هو التعبير الشائع لإظهار شيء للجمهور والتحدث أو الإخبار عنه. في المملكة المتحدة، أمريكا الشمالية، وأستراليا، هي نشاط صف تشاركي في أوائل التعليم الابتدائي أو روضة الأطفال. يستخدم النشاط لغرض تعليم الأطفال مهارات الخطابة أمام الجمهور. على سبيل المثال، يحضر طفل مادة من بيته ومن ثم يقوم بعرضها أمام زملائه في الصف ويقوم بالشرح عن سبب اختياره له، ومن أين حصل عليها، والمعلومات ذات صلة بها الأخرى.

## تاريخ
بدأ الاستخدام الحديث للمصطلح في عقد 1940، لكن المفهوم العام للمصطلح أقدم. على سبيل المثال، في واحدة من مسرحيات شكسبير، تستخدم إحدى الشخصيات ذات الكلمات لربط شيء مع كلمات موضحة له:
"... لأنه لو عرض لنا جراحه، وتحدث لنا عن أفعاله ..."

كوريولانوس، الفصل الثاني، المشهد 3 

## في الثقافة الشعبية
- المسلسل التلفزيوني تيموثي يذهب إلى المدرسة قدمت هذه الممارسة بشكل منتظم، إلا أنه كان يشار إليها باسم "في دائرة الضوء"، والتي أصبحت عنوان إحدى قصص المسلسل.
- في مجلة القصص المصورة كالفن وهوبز لبيل واترسون، اعرض وتحدث في فصل كالفن كانت موضوع متكرر في بعض الأحيان.